# 玛莎·马加尔
玛莎·马加尔（義大利語：Macha Magall）是一位比利時女演員。

## 生平
马加尔通常出現在B級電影中，幾乎總是作為女配角出現。她在《纳粹疯狼》中扮演主角。

## 部分片目
- 《艾曼纽的女儿》，导演让·吕雷（法语：Jean Luret）（1975）
- Afrika erotica，导演肯·狄克逊（1976）
- Il comune senso del pudore，导演亞柏托·索帝（1976）
- 《纳粹女特工（義大利語：Casa privata per le SS）》，导演布魯諾·馬泰（義大利語：Bruno Mattei）（1977）
- 《男人，女人和野兽（義大利語：Spell (Dolce mattatoio)）》，导演亞柏托·加百羅涅（義大利語：Alberto Cavallone）（1977）
- 《纳粹疯狼》，导演路易吉·巴塞拉（義大利語：Luigi Batzella）（1977）
- La nouvelle malle des Indes，导演克里斯蒂安-雅克（1981）
- Sbirulino，导演弗拉維奧·莫蓋里尼（義大利語：Flavio Mogherini）（1982）